# Sapana Roka Magar
Sapana Roka Magar (Barnja, Districte de Myagdi, Nepal, c.2002) és una treballadora d'un crematori nepalesa.

## Biografia
Durant setze mesos, la Sapana havia estat addicta a les drogues. La seva mare, d'uns 50 anys, volia que fos doctora però, atesa la seva condició econòmica, va acabar estudiant infermeria. No obstant això, després d'un temps, va abandonar els seus estudis i va conèixer un noi amb qui es va casar. El matrimoni duraria només tres mesos.
Va ser llavors quan, després d'intentar suïcidar-se, va traslladar-se a Katmandú. Allà va conèixer Vinay Jung Basnet que, des de feia anys, dedicava el seu temps a oficiar rituals funeraris a difunts que havien estat abandonats per les seves famílies. Amb Binaya, que havia presidit Acció pel Canvi Social en els últims sis anys, anava als hospitals a recollir els cossos. Al febrer de 2020, va cremar el seu primer cos, el d'una noia de la seva edat que tenia un nadó als braços. Aquesta experiència la va marcar molt.
| «                    | Hi ha gent sensesostre abandonada arreu del món. La gent que mor al carrer mereix uns ritus funeraris dignes. Faig aquesta feina, no com un servei social, sinó per la meva pròpia pau mental. | » |
| — Sapana Roka Magar, | |   |

En plena crisi pandèmica del COVID-19, de la gestió dels cossos dels morts pel virus s'encarregava l'exèrcit del Nepal. L'organització on treballava la Sapana s'encarrega de recollir els cossos abandonats als carrers i en les funeràries per dur-los a l'hospital per tal que els facin una autòpsia, corrent el risc d'infecció. Si els cossos no són reclamats en 35 dies, l'organització els porta al crematori i practica els ritus funeraris seguint la tradició del Dagbatti.
En total, la Sapana ha oficiat la cremació de més de 300 cossos abandonats. La Sapana va decidir reprendre els seus estudis en infermeria, esperonada pel somni de la seva família. Després de la festa del dashian, va decidir tornar al seu poble natal, on va ser molt ben rebuda.
El 23 de novembre del 2020 Roka Magar va figurar a la llista de les 100 dones més influents de l'any que publica la BBC anualment.